# Planetenwijk (Heerhugowaard)
Planetenwijk is een wijk in Heerhugowaard, grenzend aan onder andere de wijken Schilderswijk en Heemradenwijk.
De wijk is in de jaren 70 opgericht en heeft over het algemeen opgezette rijtjeswoningen.
De straatnamen zijn genoemd naar planeten, bijvoorbeeld
- Junolaan
- Plutolaan
- Oberonlaan
- Eroslaan